# Starving
Starving (englisch für „verhungern“) ist ein Lied der US-amerikanischen Popsängerin Hailee Steinfeld und des US-amerikanischen EDM-Duos Grey in Kooperation mit dem deutsch-russischen DJ Zedd.

## Entstehung und Artwork
Geschrieben wurde das Lied gemeinsam von den beiden Grey-Mitgliedern Kyle und Michael Trewartha sowie von Robert McCurdy, Christopher Petrosino und Asia Whiteacre. Produzenten waren die beiden Grey-Mitglieder und Zedd, die die Single in Zusammenarbeit mit Tom Norris auch abmischten. Das Mastering erfolgte durch Grey und Norris. Programmiert wurde das Stück unter der Regie von Grey. Arrangiert wurde Starving durch Ryan Shanahan und Zedd und unter der Leitung Ryan Shanahan und seinem Assistenten Chris „Tek“ O’Ryan aufgenommen. Die Single wurde unter dem Musiklabel Republic Records veröffentlicht und durch Universal Music Publishing vertrieben. Auf dem Cover der Maxi-Single sind – neben Künstlernamen und Liedtitel – alle vier Interpreten (von links nach rechts: Zedd, Steinfeld und Grey), vor einem schwarzen Hintergrund stehend, zu sehen.

## Veröffentlichung und Promotion
Die Erstveröffentlichung von Starving erfolgte als einzelner Download am 22. Juli 2016. Am 29. Oktober 2016 folgte die Veröffentlichung einer Pianoversion und am 11. November 2016 die Akustikversion des Liedes. Beide Stücke wurden ebenfalls als einzelne Downloads veröffentlicht. Ein halbes Jahr nach der Erstveröffentlichung folgte Starving (Remixes) am 3. Februar 2017. Diese digitale Maxi-Single enthält vier Remixversionen von Bali Bandits, KIIDA und Killagraham. Starving erschien auf Steinfelds EP Haiz, allerdings nur auf der in Japan erschienenen Sonderedition.
Um das Lied zu bewerben, folgten unter anderem Liveauftritte zur Hauptsendezeit bei NBCs Late Night with Seth Meyers sowie in der Today Show in den Vereinigten Staaten. Des Weiteren folgten internationale Liveauftritte wie bei Swedish Idol.
Remixversionen
- Starving (Bali Bandits Remix)
- Starving (Bali Bandits Remix (Radio Edit))
- Starving (KIIDA Remix)
- Starving (Killagraham Remix)

## Hintergrund
Steinfeld und Zedd waren bereits vor der gemeinsamen Kollaboration befreundet. Gegenüber der Entertainment Weekly beschrieb sie selbst den Verlauf zur Zusammenarbeit mit den folgenden Worten: „Zedd und ich sind schon eine Weile befreundet und wir wollten gemeinsam Musik machen. Er rief mich an und sagte mir, dass er gerade mit einem Track fertig wäre, den ich mir anhören solle. Ich stürmte ins Studio und verliebte mich in den Song. Wir wussten, dass es etwas Besonderes ist, da es so schnell passierte und mit solch einer Leichtigkeit. Es hat Spaß gemacht und war wirklich toll, so eng mit Freunden zusammenzuarbeiten, die so ungeheuer talentiert sind.“

## Inhalt
Der Liedtext zu Starving ist in englischer Sprache verfasst; ins Deutsche übersetzt bedeutet der Titel „verhungern“. Die Musik und der Text wurden gemeinsam von den beiden Grey-Mitgliedern Kyle und Michael Trewartha sowie von Robert McCurdy, Christopher Petrosino und Asia Whiteacre verfasst. Musikalisch bewegt sich das Lied im Bereich der House- und Popmusik. Das Tempo beträgt 100 Beats per minute. Inhaltlich handelt das Lied davon, dass eine Person unerwartet auf die große Liebe trifft und sich Hals über Kopf verknallt. Der Hauptgesang des Liedes stammt von Steinfeld, im Hintergrund sind die Stimmen der beiden Grey-Mitglieder und Asia Whiteacre zu hören. Zedd wirkt lediglich als DJ mit.

“I didn’t know that I was starving till I tasted you.

Don’t need no butterflies when you give me the whole damn zoo.

By the way, by the way, you do things to my body.

I didn’t know that I was starving till I tasted you.”

„Ich hatte keine Ahnung, dass ich am verhungern war, bis ich dich probiert habe.

Ich brauche keine Schmetterlinge, wenn du mir den ganzen verdammten Zoo bescherst.

Übrigens, übrigens, du machst Dinge mit meinem Körper.

Ich hatte keine Ahnung, dass ich am verhungern war, bis ich dich probiert habe.“

In einem Interview mit Irina Grechko vom Nylon-Magazin beschrieb Steinfeld selbst das Lied inhaltlich mit folgenden Worten:

Starving is a song about sort of knowing someone, or getting to know that certain someone, to (the point) where even though you were somebody before that person came along, they have given you this whole new outlook on yourself and on life. It’s this idea that since you came into my life everything is different, and I didn’t know that it could be this different since you came into my life.

## Musikvideo
Das Musikvideo zu Starving feierte am 27. September 2016 auf der Videoplattform YouTube seine Premiere. Zu sehen ist Steinfeld, die das Lied an verschiedenen Schauplätzen singt und dazu, teilweise in männlicher Begleitung, tanzt. Die beiden Grey-Mitglieder haben einen kurzen Cameoauftritt, während Zedd nicht im Video auftaucht. Die Gesamtlänge des Videos beträgt 3:04 Minuten. Regie führte Darren Craig, produziert wurde das Video von Nathan Scherrer. Bis Mai 2025 zählte das Musikvideo über 330 Millionen Aufrufe auf YouTube.

## Mitwirkende
| Liedproduktion - Robert McCurdy: Komponist, Liedtexter - Tom Norris: Abmischung, Mastering - Chris “Tek” O’Ryan: Tonmeister - Christopher Petrosino: Komponist, Liedtexter - Ryan Shanahan: Arrangement, Tonmeister - Hailee Steinfeld: Gesang - Kyle Trewartha: Abmischung, Hintergrundgesang, Komponist, Liedtexter, Mastering, Musikproduzent, Programmierung - Michael Trewartha: Abmischung, Hintergrundgesang, Komponist, Liedtexter, Mastering, Musikproduzent, Programmierung - Asia Whiteacre: Hintergrundgesang, Komponist, Liedtexter - Zedd: Abmischung, Arrangement, DJ, Musikproduzent | Artwork (Musikvideo) - Darren Craig: Regisseur - Nathan Scherrer: Filmproduzent Unternehmen - Republic Records: Musiklabel - Universal Music Publishing: Vertrieb |

## Rezensionen
Katherine Barner von der englischsprachigen Musik-Webseite Idolator beschrieb das Lied als „eine traumhafte Jugendromanze-Hymne“.
Isis Briones von der Teen Vogue sagte folgendes zu dem Lied: „Starving beginnt mit sanften Gitarrenklängen und baut auf hin zu einer sanften Tanzmelodie, perfekt für eine gelassene Sommernacht mit seinen Freunden. Dank des eingängigen Liedtextes und Zedds sanften Übergängen werden sich augenblicklich die Wörter nach nur wenigen Wiederholungen einprägen. Es gibt keinen Zweifel, dass die Single demnächst die Charts erobern wird, so greift schnell zu und fügt das Stück schnellstmöglich euren Wiedergabelisten zu.“

## Kommerzieller Erfolg

### Chartplatzierungen
Starving erreichte in Deutschland Position 47 der Singlecharts und konnte sich insgesamt 22 Wochen in den Charts halten. In Österreich erreichte die Single in ebenfalls 22 Chartwochen Position 31 und in der Schweiz in 24 Chartwochen Position 45 der Charts. Im Vereinigten Königreich erreichte die Single Position fünf und konnte sich insgesamt sechs Wochen in den Top 10 und 36 Wochen in den Charts halten. In den Vereinigten Staaten erreichte die Single in 29 Chartwochen Position zwölf der Billboard Hot 100. 2016 platzierte sich Starving auf Position 57 in den britischen Single-Jahrescharts und auf Position 94 in den Vereinigten Staaten. 2017 platzierte sich die Single auf Position 82 der Single-Jahrescharts in den Vereinigten Staaten.
Für Steinfeld als Interpretin ist es nach Love Myself der zweite Charterfolg in der Schweiz und den Vereinigten Staaten, sowie ihr erster Charterfolg in Deutschland, Österreich und dem Vereinigten Königreich. Für Grey als Interpreten und Musikproduzenten ist es weltweit der erste Charterfolg.
Für Zedd als Interpreten ist dies bereits der siebte Charterfolg in den Vereinigten Staaten, sowie der sechste in Deutschland und dem Vereinigten Königreich, der fünfte in Österreich und der vierte in der Schweiz. Es ist nach Stay the Night sein zweiter Top-10-Erfolg in den britischen Charts. Für Zedd als Musikproduzenten ist Starving bereits der neunte Charterfolg in den Vereinigten Staaten, sowie der siebte in Deutschland und dem Vereinigten Königreich, der sechste in Österreich und der fünfte in der Schweiz. Es ist nach Stay the Night sein zweiter Top-10-Erfolg in den britischen Charts.
| ChartsChartplatzierungen       | Höchstplatzierung | Wochen |
| ------------------------------ | ----------------- | ------ |
| Deutschland (GfK)              | 47 (22 Wo.)       | 22     |
| Österreich (Ö3)                | 31 (22 Wo.)       | 22     |
| Schweiz (IFPI)                 | 45 (24 Wo.)       | 24     |
| Vereinigte Staaten (Billboard) | 12 (29 Wo.)       | 29     |
| Vereinigtes Königreich (OCC)   | 5 (36 Wo.)        | 36     |

| ChartsJahrescharts (2016)      | Platzierung |
| ------------------------------ | ----------- |
| Vereinigte Staaten (Billboard) | 94          |
| Vereinigtes Königreich (OCC)   | 57          |

| ChartsJahrescharts (2017)      | Platzierung |
| ------------------------------ | ----------- |
| Vereinigte Staaten (Billboard) | 82          |

### Auszeichnungen für Musikverkäufe
Im Februar 2018 wurde Starving mit 3-fach-Platin für über drei Millionen verkaufter Einheiten in den Vereinigten Staaten ausgezeichnet. Es folgten Platinauszeichnungen in Australien, Kanada, Neuseeland, Schweden und dem Vereinigten Königreich, sowie weitere Gold-Auszeichnungen. Insgesamt wurde die Single fünf Mal mit Gold und 25 Mal mit Platin für über 6,6 Millionen verkaufter Einheiten zertifiziert.
Für Steinfeld ist es nach Love Myself die zweite Platin-Auszeichnungen in den Vereinigten Staaten, weltweit ist es für sie und für Grey die erste Single die mit Gold und Platin ausgezeichnet wurde. Für Zedd ist dies bereits die fünfte Single die mindestens Platin-Status in den Vereinigten Staaten erreichte. Im Vereinigten Königreich löste Starving mit der Verleihung der Platin-Schallplatte Break Free (Gold-Auszeichnung) als erfolgreichste Singleveröffentlichung Zedds ab.

| Land/Region                  | Auszeichnungen für Musikverkäufe (Land/Region, Auszeichnung, Verkäufe) | Verkäufe  |
| ---------------------------- | ---------------------------------------------------------------------- | --------- |
| Australien (ARIA)            | 2× Platin                                                              | 140.000   |
| Belgien (BRMA)               | Gold                                                                   | 15.000    |
| Brasilien (PMB)              | 3× Platin                                                              | 180.000   |
| Dänemark (IFPI)              | 2× Platin                                                              | 180.000   |
| Deutschland (BVMI)           | Gold                                                                   | 200.000   |
| Frankreich (SNEP)            | Gold                                                                   | 66.666    |
| Italien (FIMI)               | 2× Platin                                                              | 100.000   |
| Kanada (MC)                  | 4× Platin                                                              | 320.000   |
| Neuseeland (RMNZ)            | 4× Platin                                                              | 120.000   |
| Österreich (IFPI)            | Platin                                                                 | 30.000    |
| Portugal (AFP)               | Gold                                                                   | 5.000     |
| Schweden (IFPI)              | Platin                                                                 | 40.000    |
| Spanien (Promusicae)         | Gold                                                                   | 30.000    |
| Vereinigte Staaten (RIAA)    | 4× Platin                                                              | 4.000.000 |
| Vereinigtes Königreich (BPI) | 2× Platin                                                              | 1.200.000 |
| Insgesamt                    | 5× Gold · 25× Platin ·                                                 | 6.626.666 |

Hauptartikel: Zedd/Auszeichnungen für Musikverkäufe

## Coverversionen
- 2016: Hav & Stein, das Duo veröffentlichte eine Maxi-Single mit einer Coverversion und zwei Remixversionen zu Starving am 9. Dezember 2016.[2]